# Блясък (филм, 1996)
Вижте пояснителната страница за други значения на Блясък.
Блясък (на английски: Shine) е биографична филмова драма от 1996 г., режисирана от Скот Хикс с участието на Джефри Ръш и Армин Мюлер-Щал.
Сценарият се основава на историята за живота на пианиста Дейвид Хелфгот, който страдайки от психическо заболяване прекарва години от живота си в медицински заведения.
Филмът е номиниран за 7 награди „Оскар“ от които печели за изпълнението на главна мъжка роля на Джефри Ръш.

## Актьорски състав
| Актьор          | Роля                            |
| --------------- | ------------------------------- |
| Джефри Ръш      | Дейвид Хелфгот – като възрастен |
| Армин Мюлер-Щал | Питър – бащата на Дейвид        |
| Ноа Тейлър      | Дейвид Хелфгот – като юноша     |
| Джъстин Брейн   | Тони                            |
| Соня Тод        | Силвия                          |
| Никълъс Бел     | Бен Росен                       |
| Ребека Гуудън   | Маргарет                        |
| Джон Гилгуд     | Сесил Паркс                     |
| Лин Редгрейв    | Джилиън                         |

## Награди и номинации
Награди на Американската Филмова академия „Оскар“
- Награда за най-добър актьор в главна роля за Джефри Ръш
- Номинация за най-добър филм
- Номинация за най-добър режисьор за Скот Хикс
- Номинация за най-добър оргинален сценарий за Ян Сарди
- Номинация за най-добър актьор в поддържаща роля за Армин Мюлер-Щал

Награди „Златен глобус“
- Награда за най-добър актьор в главна роля за Джефри Ръш
- Номинация за най-добър филм
- Номинация за най-добър режисьор за Скот Хикс
- Номинация за най-добър оргинален сценарий за Ян Сарди